# GNV Sealand
La GNV Sealand è una nave traghetto appartenente a Visemar di Navigazione e operante per Grandi Navi Veloci.

## Caratteristiche
La GNV Sealand è una nave costruita nel 2009 dal Cantiere Navale Visentini, può trasportare 880 passeggeri e 200 veicoli grazie ai suoi 2255 metri lineari di carico merci. 
La propulsione è formata da due motori MAN B&W 9L48/60B che le consentono di arrivare a una velocità di 24 nodi.

## Servizio
Il traghetto è stato costruito dai Cantieri Visentini in Italia nel 2009 con il nome di Scottish Viking per Watling Street Ltd e durante la costruzione è stata noleggiata a Norfolkline per servire il collegamento tra Rosyth e Zeebrugge, colmando il vuoto lasciato dalla società Superfast Ferries dopo essersi ritirata dal servizio. In seguito alla vendita della Superfast X a Veolia Transport nel 2007, la Scottish Viking è entrata in servizio. Poco dopo, nel luglio 2009, Norfolkline è stata acquistata da DFDS per poi essere rinominata DFDS Seaways nel 2010 dopo la fusione della già citata compagnia con DFDS Lisco e DFDS Tor Line. DFDS ha operato la nave per un breve periodo prima di ritirarla e sostituirla con una nave da carico dopo la conversione della rotta in un collegamento solo merci, quindi è stata noleggiata a Scandlines tra il 2010 e il 2011 e in seguito a Stena Line nel 2011, mantenendo il nome originario.
Il 14 gennaio 2021 viene annunciato il noleggio a lungo termine della Scottish Viking alla compagnia di navigazione italiana Grandi Navi Veloci nell'ottica di un rafforzamento dell'offerta e di un ulteriore ampliamento dei collegamenti, già avviato nell'ultimo trimestre del 2020 con il consolidamento dei servizi di GNV e l'ingresso in flotta delle due navi Forza e Tenacia, a supporto delle linee da e per la Sicilia.
Il 1º maggio 2021 la nave parte da Danzica, già ribattezzata GNV Sealand e dopo aver subito dei piccoli lavori, giungendo a Genova l'8 maggio dove ai Cantieri Mariotti viene ridipinta con la livrea GNV e viene registrata a Venezia.
Il 5 maggio viene annunciato che Grandi Navi Veloci aprirà ufficialmente le rotte con le isole Baleari dal 6 luglio e che la GNV Sealand, insieme alla GNV Bridge, opererà sulle rotte da Valencia per Palma di Maiorca e Ibiza.
Il 21 maggio entra in servizio sulla Genova - Porto Torres, sostituendo la Rhapsody momentaneamente ferma in cantiere a Genova per lavori dopo l'impiego come nave-quarantena, e successivamente opera in rotazione con le altre navi sulle rotte Civitavecchia-Termini Imerese, Civitavecchia-Olbia e Genova-Olbia.
Dal 6 luglio 2021 entra in servizio sulla rotta Valencia-Palma di Maiorca-Ibiza. Dall'8 settembre dello stesso anno viene trasferita sulla nuova tratta Barcellona - Palma di Maiorca - Ciutadella, mentre sulla rotta precedente viene impiegata la nuova unità GNV Bridge.

## Navi gemelle
Segue l'elenco delle navi con il nome e l'armatore attuali. Le seguenti navi, pur seguendo una linea estetica quasi identica, si differenziano tra loro per alcuni particolari.
- Ciudad de Valencia (IMO 9869722), in servizio per Trasmediterránea
- Hedy Lamarr (IMO 9498743), in servizio per Baleària
- Cartour Delta (IMO 9539042), in servizio per Caronte & Tourist
- Epsilon (IMO 9539054), in servizio per Irish Ferries
- Livia (IMO 9420423), in servizio per Stena Line
- GNV Bridge (IMO 9893369), in servizio per Grandi Navi Veloci
- Norman Atlantic (IMO 9435466), demolita nel 2019 in seguito a un incendio
- Stena Flavia (IMO 9417919), in servizio per Stena Line
- Connemara (IMO 9349760), in servizio per Bluebridge
- Stena Horizon (IMO 9332559), in servizio per Stena Line
- Corfù (IMO 9349758), in servizio per Grimaldi Lines
- Stena Scandica (IMO 9329849), in servizio per Stena Line
- Stena Baltica (IMO 9329851), in servizio per Stena Line
- Ciudad de Palma (IMO 9349772), in servizio per Trasmed GLE